# Корольковые певуны
Корольковые певуны́ (лат. Basileuterus) — род певчих птиц семейства древесницевых.

## Описание
Маленькие птицы распространены в Центральной и Южной Америке. Характерной чертой для большинства видов является наличие полосы на макушке, полос по бокам головы, а также так называемых «бровей». Оперение верха чаще от оливково-зелёного до оливково-серого, оперение нижней части тела от жёлтого до грязно-жёлтого или от белёсо-серого до белёсо-жёлтого.

## Виды
В состав рода включают 12 видов:
- Basileuterus belli — Золотобровый корольковый певун
- Basileuterus culicivorus — Золотоголовый корольковый певун
- Basileuterus delattrii
- Basileuterus melanotis
- Basileuterus ignotus
- Basileuterus lachrymosus
- Basileuterus melanogenys — Чернощёкий корольковый певун
- Basileuterus punctipectus Chapman, 1924
- Basileuterus rufifrons — Рыжеголовый корольковый певун
- Basileuterus tacarcunae
- Basileuterus trifasciatus — Трёхпоясный корольковый певун
- Basileuterus tristriatus — Трёхполосый корольковый певун